# Joan Margarit
Joan Margarit  Consarnau (Sanahuja, Lérida, 11 de mayo de 1938-San Justo Desvern, 16 de febrero de 2021) fue un poeta y arquitecto español. Como arquitecto, fue catedrático de la Universidad Politécnica de Cataluña (Escuela Técnica Superior de Arquitectura de Barcelona) y participó en la construcción de la Sagrada Familia. Como poeta, escribió en catalán y en español y fue distinguido con el premio Cervantes (2019).

## Biografía
Joan Margarit nació en Sanahuja, en la comarca de la Segarra, durante la guerra civil española cuando el frente de Aragón ya estaba cerca de aquellas tierras, hijo de Joan Margarit Serradell, arquitecto, de Barcelona y de Trinitat Consarnau Sabaté, maestra de La Ametlla de Mar.
Sus padres se casaron en julio de 1936 en Barcelona pero la guerra civil española les obligó a retirarse a Sanahuja, a casa de la abuela paterna, donde nació el poeta. Acabada la guerra y hasta 1948, la familia cambió varias veces de domicilio: Rubí, Figueras y Gerona. De vuelta a Barcelona, la familia vivió delante del Turó Park y Joan Margarit estudió bachillerato en el Instituto Ausiàs March, que entonces se encontraba en la calle de Muntaner. Por entonces empieza a escribir.
En 1954 la familia se trasladó a vivir a Tenerife y, desde 1956, Margarit pasó los cursos académicos en Barcelona para estudiar arquitectura en el Colegio Mayor San Jorge, donde residiría hasta 1961. En 1964 se graduó como arquitecto en la Escuela Técnica Superior de Arquitectura de Barcelona; alcanzando el grado de Doctor Arquitecto en 1968, con la calificación de excelente cum laude.
En lo personal; en 1962 conoció a Mariona Ribalta con quien se casó al año siguiente y con la que ha tenido tres hijas, Mònica, Anna y Joana, y un hijo, Carles. Dos de sus hijas fallecieron.
Margarit se dio a conocer como poeta en español en 1963. Después de un largo paréntesis de diez años, escribió “Crónica”, publicado por su amigo Joaquín Marco, director de la colección “Ocnos”, de Barral Editores. A partir de 1980, inició su obra poética en catalán.
Desde 1975, Margarit y su familia se trasladó a San Justo Desvern, donde también tenía el estudio de arquitectura que compartía con Carles Buxadé, amigo y socio, desde 1980. Desde 1968, Margarit era catedrático de cálculo de estructuras de la Escuela Técnica Superior de Arquitectura de Barcelona.
Se definía como poeta bilingüe en español y catalán. Por otro lado, desdeñaba las corrientes poéticas y consideraba que, fuera de la poesía, el hombre se encuentra a la intemperie, valorando al poeta como "el ser más realista, el más pragmático, porque bebe de la realidad. Lo que no es pragmático es la economía". Al recibir el Premio Cervantes, declaró: "Me interesa la cultura; lo demás no tiene solución". Su poesía, donde domina el verso libre, busca la verdad y afronta con pasión las cosas duras de la vida: «Todo lo que es sucio, ruidoso, feo, cansado y violento» Y «la tarea del poeta, igual que la de arquitecto, consiste en construir una estructura sólida». Un poema tiene que conseguir la solidez con el menor número de palabras y «de esta exactitud viene su poder de consolación».
En 1987, con motivo del milenario de San Just Desvern, el Orfeón Enric Morera estrenó su Cantata de Sant Just.
En el año 2010 fue el encargado de realizar el pregón de las Fiestas de la Merced, durante el cual hizo un llamamiento a que Cataluña decidiera "qué relaciones quiere establecer con España". Afirmó que había llegado la hora de "renunciar al tipo de unión que hace siglos convino a las dos partes" y respetar la independencia catalana si se decide que la nación se "convierta en una Holanda o una Dinamarca". Más adelante, en una entrevista en 2015, afirmó sobre la independencia de Cataluña de España que "la separación es imposible, no se la creen ni los que hablan de separación".
Sobre su condición de poeta bilingüe escribió un poema, "Dignidad":
Si la desesperanza / tiene el poder de una certeza lógica, / y la envidia un horario tan secreto / como un tren militar, / estamos ya perdidos. // Me ahoga el castellano, aunque nunca lo odié. / Él no tiene la culpa de su fuerza / y menos todavía de mi debilidad. // El ayer fue una lengua bien trabada / para pensar, pactar, soñar, / que no habla nadie ya: un subconsciente / de pérdida y codicia / donde suenan bellísimas canciones. // El presente es la lengua de las calles, / maltratada y espuria, que se agarra / como hiedra a las ruinas de la historia. // La lengua en la que escribo. // También es una lengua bien trabada / para pensar, pactar. Para soñar. // Y las viejas canciones / se salvarán.
Y sobre la "Libertad":
Es la razón de nuestra vida, / dijimos, estudiantes soñadores. / La razón de los viejos, matizamos ahora, / su única y escéptica esperanza. / La libertad es un extraño viaje. / Son las plazas de toros con las sillas / sobre la arena en las primeras elecciones. / Es el peligro que, de madrugada, / nos acecha en el metro, / son los periódicos al fin de la jornada. / La libertad es hacer el amor en los parques. / Es el alba de un día de huelga general. / Es morir libre. Son las guerras médicas. / Las palabras República y Civil. / Un rey saliendo en tren hacia el exilio. / La libertad es una librería. / Ir indocumentado. / Las canciones prohibidas. / Una forma de amor, la libertad.
Falleció el 16 de febrero de 2021 en San Justo Desvern (Barcelona).

## Premios
- 1982 Premio Miquel de Palol
- 1982 Premio Vicent Andrés Estellés
- 1983 Flor Natural en los Jocs Florals de Barcelona
- 1985 Flor Natural en los Jocs Florals de Barcelona
- 1985 Premio Carles Riba
- 1982 Premio de la Crítica Serra d’Or
- 1987 Premio de la Crítica Serra d’Or
- 2007 Premio de la Crítica Serra d’Or
- 2007 Premio Quima Jaume de Cadaqués
- 2008 Premio Cavall Verd
- 2008 Premio Nacional de Literatura de la Generalidad de Cataluña
- 2008 Premio Rosalía de Castro.
- 2008 Premio Nacional de Poesía por Casa de Misericordia[2]
- Premio Iberoamericano de Poesía Pablo Neruda.
- 2013 Premio Poetas del Mundo Latino de México, con el poeta mexicano José Emilio Pacheco.
- 2019 Premio Reina Sofía de Poesía Iberoamericana[9]
- 2019 Premio Cervantes.[10]

## Obra
- Todos los poemas (1975-2015), Madrid: Austral, 2015.

### Arquitectura
- Mercado Regional de Ganado de Vitoria (1977). La cúpula que coronaba el edificio recibió el premio nacional a edificios no industriales de la Convención Europea de Construcciones Metálicas (CECM). Este edificio fue posteriormente objeto de varias transformaciones para destinarlo a uso principalmente deportivo, convirtiéndose en el actual pabellón deportivo Fernando Buesa Arena. La cúpula original se conserva en las inmediaciones del pabellón.[11][12][13]
- Rehabilitación de la Fábrica Aymerich de Tarrasa como Museo de la Ciencia y de la Técnica de Cataluña.
- Reforma del Monumento a Cristóbal Colón (1982-1984).
- Estadio y anillo olímpico de Montjuïc (1989).
- Forma parte del equipo que dirige las obras de la Sagrada Familia.

### Libros de ensayo
- Nuevas cartas a un joven poeta. Barril & Barral, 2009.

### Libros de poesía
- Cantos para la coral de un hombre solo. Barcelona: Vicens Vives, 1963. (Con prólogo de Camilo José Cela e ilustraciones de Josep María Subirachs).
- Crónica. Barcelona: Barral Editores, 1975 (Ocnos).
- Predicación para un bárbaro. Barcelona: Editorial Prometeo, 1979.
- L'ombra de l'altre mar. Barcelona: Edicions 62, 1981.
- Vell malentès. Valencia: Eliseu Climent/3i4, 1981 (Premio Vicent Andrés Estellés de poesía).
- El passat i la joia. Vic: Eumo, 1982.
- Cants d'Hekatònim de Tifundis. Barcelona: La Gaia Ciència, 1982.
- Raquel: la fosca melangia de Robinson Crusoe. Barcelona: Edicions 62, 1983.
- L'ordre del temps. Barcelona: Edicions 62, 1985.
- Mar d'hivern. Barcelona: Proa, 1986.
- Cantata de Sant Just. Alicante: Institut d'Estudis Juan Gil-Albert, 1987.
- La dona del navegant. Barcelona: La Magrana, 1987.
- Llum de pluja. Barcelona: Península, 1987.
- Poema per a un fris. Barcelona: Escola d'Arquitectes de Barcelona, 1987.
- Edat roja. Barcelona: Columna, 1990.
- Els motius del llop. Barcelona: Columna, 1993.
- Aiguaforts. Barcelona: Columna, 1995.
- Remolcadors entre la boira. Argentona: L'Aixernador, 1995.
- Estació de França. Madrid: Hiperión, 1999. Edición bilingüe catalán-español.
- Poesía amorosa completa (1980-2000). Barcelona: Proa, 2001.
- Joana. Barcelona: Proa, 2002.
- Els primers freds. Poesia 1975-1995. Barcelona: Proa, 2004 (traducción al español: El primer frío. Poesía 1975-1995. Madrid: Visor, 2004).
- Càlcul d'estructures. Barcelona: Enciclopèdia Catalana, 2005 (Ossa menor)(traducción al español: Cálculo de estructuras. Madrid: Visor, 2005).
- Arquitecturas de la memoria. Ediciones Cátedra, 2006. Edición en español.
- Casa de Misericòrdia. Barcelona: Enciclopèdia Catalana, 2007 (Ossa menor) (edición bilingüe español-catalán: Casa de misericordia. Madrid: Visor, 2007. Premio Nacional de Poesía 2008).
- Barcelona amor final. Barcelona: Proa, 2007.
- Misteriosament feliç. Barcelona: Enciclopèdia Catalana, 2008 (traducción al español: Misteriosamente feliz. Madrid: Visor, 2009).
- Intemperie. Antología. Madrid: Ediciones Rilke, 2010. Edición bilingüe español-catalán.
- No era lluny ni difícil. Barcelona: Proa, 2010 (edición bilingüe español-catalán: No estaba lejos, no era difícil. Madrid: Visor, 2011).
- Es perd el senyal. Barcelona: Proa, 2012 (edición bilingüe español-catalán: Se pierde la señal. Madrid: Visor, 2013).
- Poemes d'amor. Barcelona: Proa, 2013
- Des d'on tornar a estimar. Barcelona: Proa, 2015 (edición bilingüe español-catalán: Amar es dónde. Madrid: Visor, 2015).
- Un hivern fascinant. Barcelona: Proa, 2017 (traducción al español: Un asombroso invierno. Madrid: Visor, 2018).
- Animal de bosque.(edición bilingüe español-catalán. Madrid: Visor, 2021).

### Autobiografía
- Per tenir casa cal guanyar la guerra: infància, adolescència i primera joventut. Barcelona: Proa, 2018 (traducción al español: Para tener casa hay que ganar la guerra: infancia, adolescencia y primera juventud. Barcelona: Planeta, 2018).

### Traducciones
- Miquel Martí y Pol. Amada Marta. Traducción desde el catalán al español de Joan Margarit. Barcelona: Edicions del Mall, 1981.
- Gabriel Ferrater. Poema inacabado. Traducción desde el catalán al español de Joan Margarit y Pere Rovira. Barcelona: Alianza; Proa, 1989.
- Elizabeth Bishop. Obra poética. Traducción de Joan Margarit y Donald Samuel Abrams. Tarragona: Igitur, 2008.
- Thomas Hardy. Poemas. Traducción de Joan Margarit y D. Sam Abrams. Granada: Comares, 2002.

### Obra del autor traducida a otros idiomas
- Al francés:

Leçons de vertige, antología bilingüe catalán/francés. Traducción Noé Pérez Núñez, Brest, Les Hauts-Fonds, 2016.
- Al inglés:

Tugs in the fog , versiones de Anna Crowe (Bloodaxe Books, 2006)
Barcelona final love, versiones de Anna Crowe (Proa, 2007)
- Strangely Happy, versiones de Anna Crowe (Bloodaxe Books, 2010)
- In person 30 poets (Antología de poetas editados por Bloodaxe Books, con CD, 2008)
- Being Human (Bloodaxe Books, 2011)
- New Letters to a Young Poet (Swan Isle Press, Chicago 2011), trad. de Christopher Maurer.
- Al ruso:

Огни мгновений / Lumas dels instants (Universidad de San Petersburgo, 2003)
- Al hebreo:

מעולם לא ראיתי את עצמי יווני / Mai no m’he tingut per grec, versiones de Shlomo Avayou (Keshev Publishing House, Tel Aviv, 2004)
מבט במראה הפנימית / Els ulls del retrovisor, versiones de Shlomo Avayou (Keshev Publishing House, Tel Aviv, 2008)
No era lluny ni difícil, versiones de Shlomo Avayou (Keshev Publishing House, Tel Aviv, 2011)
- Al alemán:

Joana und andere Gedichte, traducción de Juana y Tobias Burghardt (Delta, Stuttgard, 2007)
- Al portugués:

Casa da Misericórdia, traducción de Rita Custódio y Àlex Tarradellas (OVNI, Entroncamento, 2009)
- Al euskera:

Miserikordia Etxea, versiones de Juan Ramón Makuso, (Meettok, Donostia, 2009)

## Premio Internacional Joan Margarit de Poesía
- En 2023 se puso en marcha el Premio Internacional Joan Margarit de Poesía, con el propósito de dar a conocer internacionalmente su obra. Teniendo una periodicidad anual y con el objetivo de premiar la obra de poetas extranjeros con una trayectoria consolidada y reconocida internacionalmente. La dotación del premio en 2023 fue de 7.000 euros.[14]

### Ganadores
- Sharon Olds (2023)
- Ali Ahmed Said Esber "Adonis" (2024)